# Corymica oblongimacula
Corymica oblongimacula là một loài bướm đêm trong họ Geometridae.